# الأبيار (الجزائر)
بلدية الأبيار بلدية من بلديات ولاية الجزائر، تابعة لدائرة بوزريعة.
تعدّ مركزا اقتصاديا، وبها قنصليات لدول كثيرة كما توجد سفارة وقنصلية الولايات المتحدة الأمريكية والتي تعدّ أكبر سفارة في الجزائر وأفريقيا ومن أشهر أحيائها حي واد حيدرة هو حي شعبي وساحة كندي.

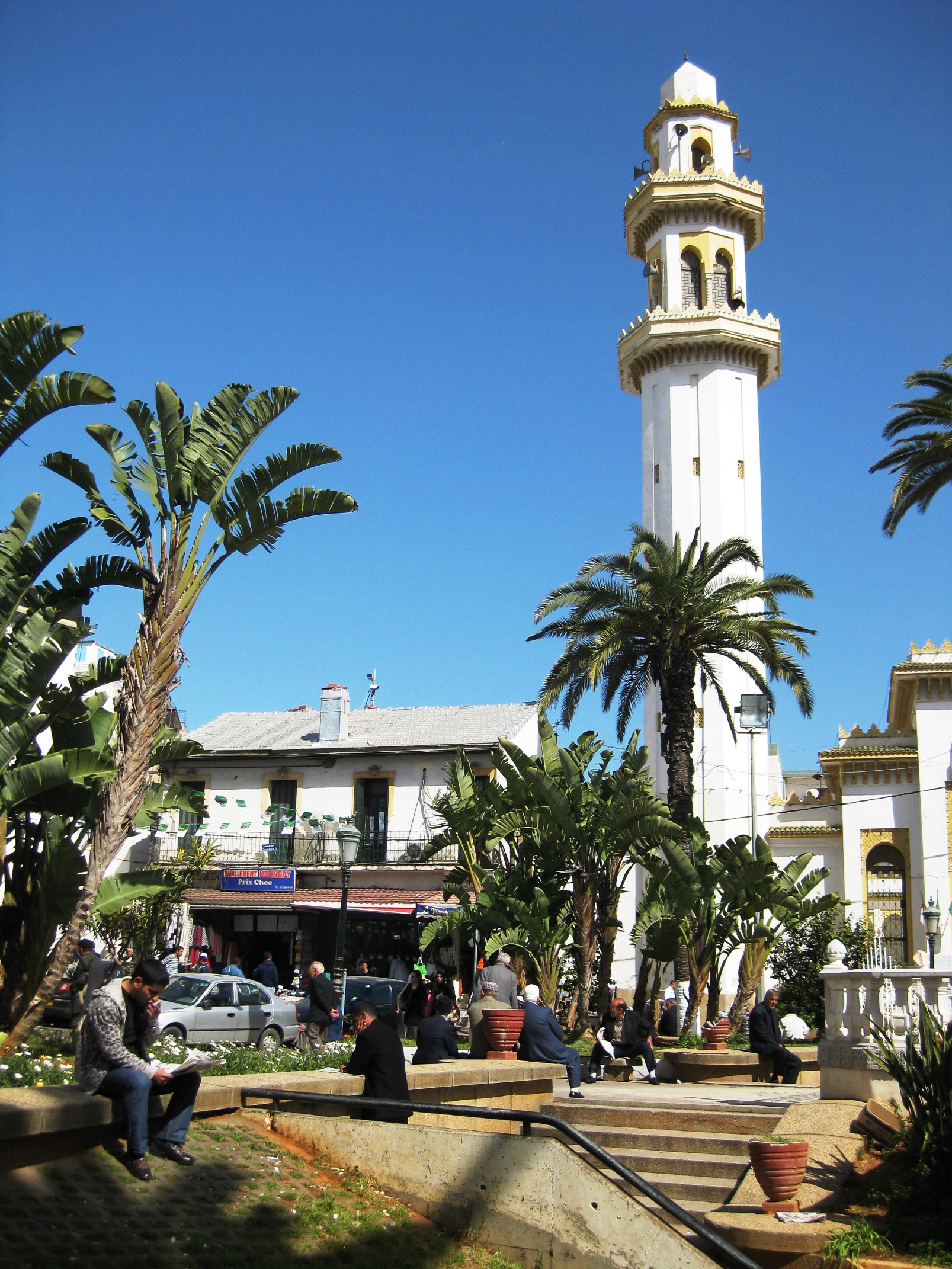
مسجد بالأبيار
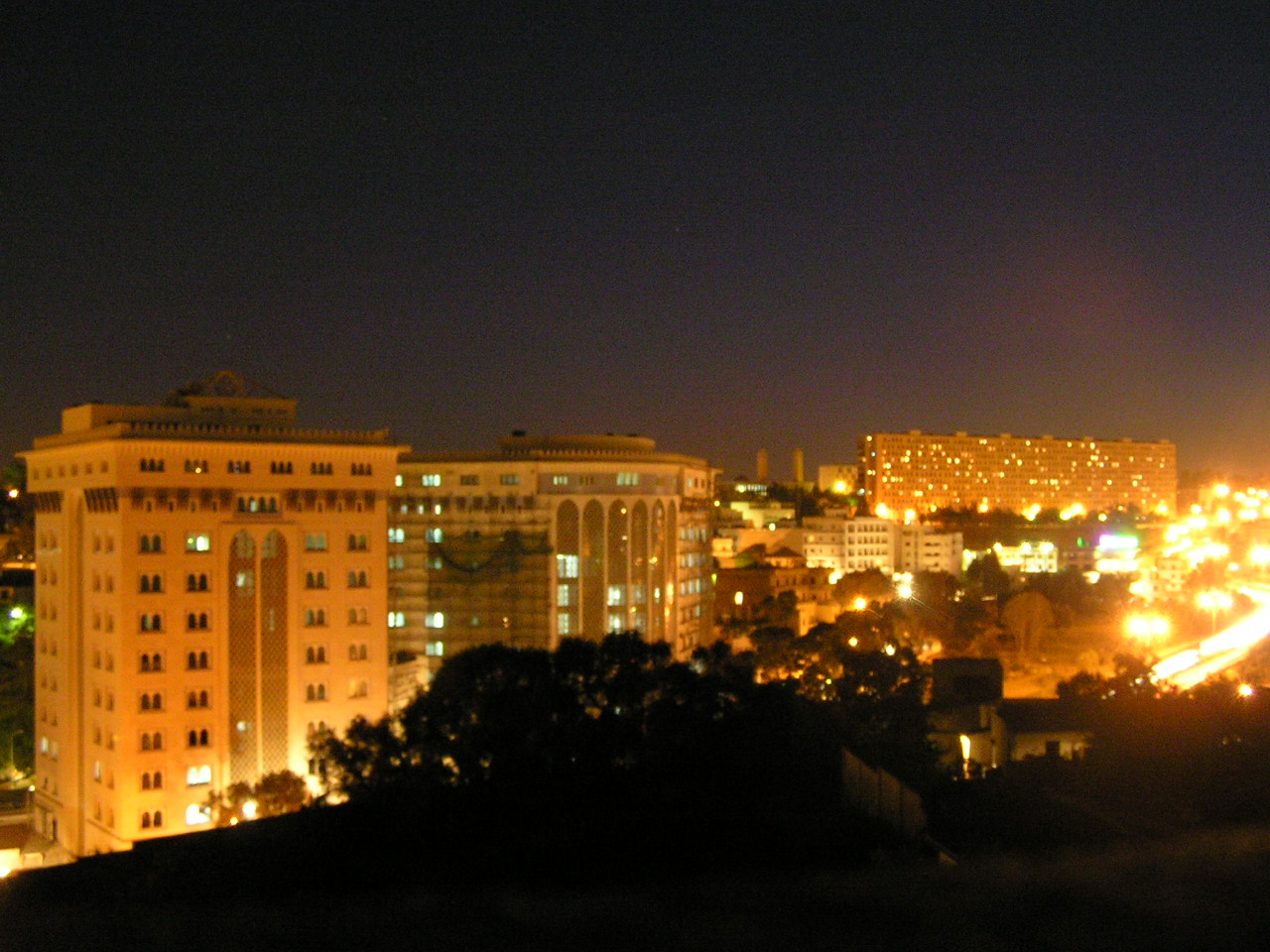
مقر وزارة الطاقة بالأبيار

أهم المساجد:
- مسجد الفرقان (أبيار)
- مسجد الخلفاء الراشدين

## جغرافيا
| وادي قريش      | بوزريعة |          |
| الجزائر الوسطى | إسم ؟   | بن عكنون |
| المرادية       | حيدرة   |          |

## أعلام
- دحمان الحراشي
- إيناس إيبو
- محمد معوش
- رضا الطلياني
- عبد الرحمان سوخان
- علي بومنجل
- رويشد

## مواضيع ذات صلة
- تاريخ ولاية الجزائر
- بلديات ولاية الجزائر
- دوائر ولاية الجزائر